# Tephrocactus geometricus
Tephrocactus geometricus (A.Cast.) Backeb., es una especie fanerógama perteneciente a la familia Cactaceae. 

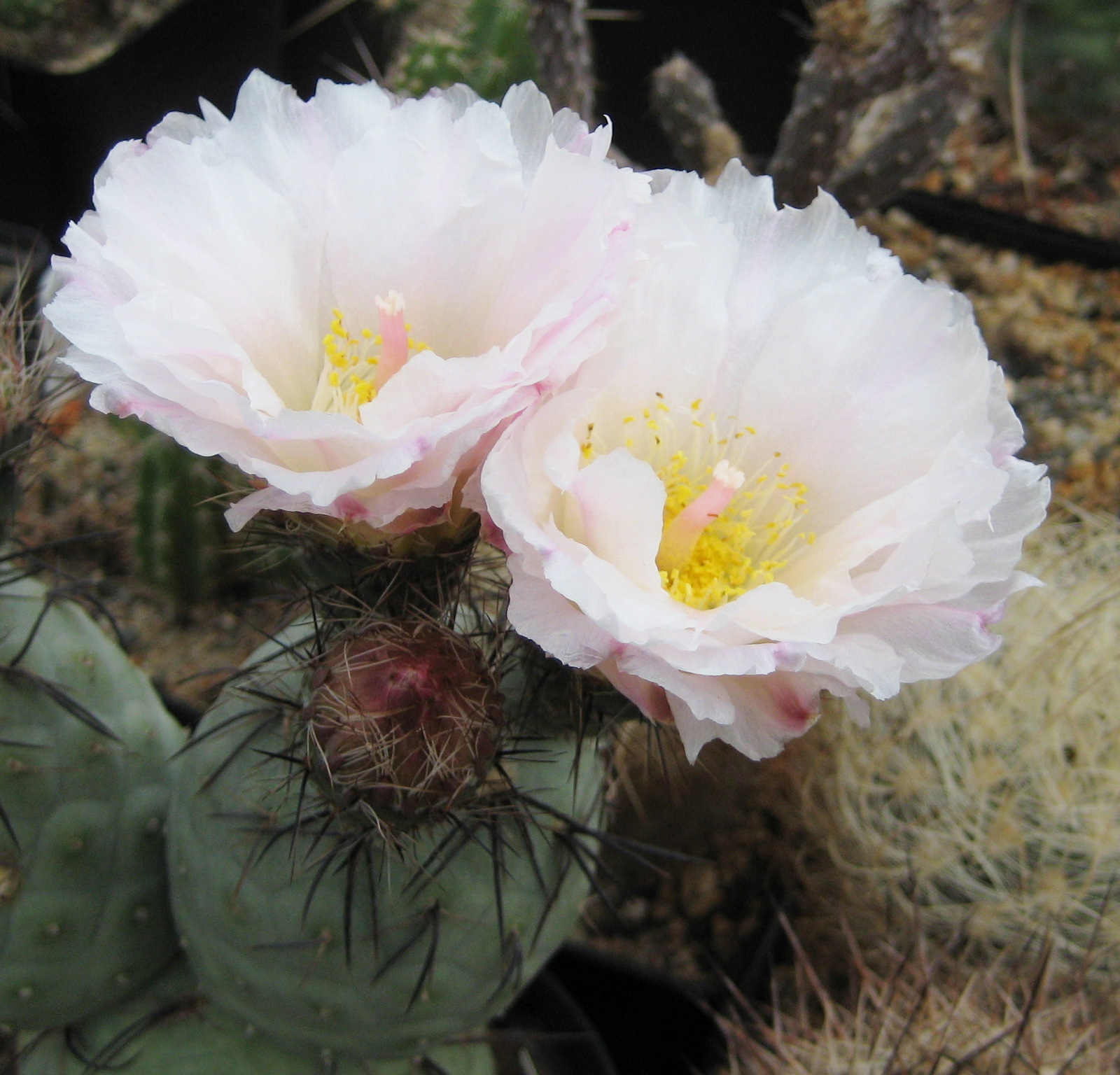
Flores

## Distribución
Es endémica de Argentina en  Catamarca.

## Descripción
Tephrocactus geometricus crece débilmente ramificada y alcanza un tamaño de hasta 15 centímetros de altura. El tallo con tintes verdes y a veces purpúreas claras, tuberculado plano, las viejas están acorchadas y de hasta 3,5 centímetros de diámetro. Las areolas son de color marrón. Las espinas son de color blanco y negro, tumbadas  y de 0,5 a 1,0 centímetros de largo, con de 3 a 5 piezas por areola, en las areolas más bajas que se están perdiendo. Las blancas flores son largas de 3 centímetros. Los frutos son secos y deprimidos globulares de 1.5 a 2.2 centímetros de diámetro.

## Taxonomía
Tephrocactus geometricus fue descrita por (A.Cast.) Backeb. y publicado en Kaktus-ABC [Backeb. & Knuth] 111. 1936
Etimología
Tephrocactus: nombre genérico que deriva de las palabras griegas: tephra, "ceniza", refiriéndose al color de la planta) y cactus por la familia.
geometricus: epíteto latíno que significa "geométrico"
Sinonimia
- Opuntia geometrica